# 율집해
《율집해》(일본어: 律集解)는 일본 헤이안 시대(平安時代) 전기에 성립된 율(律)의 주석서이다. 당대 명법가(明法家)로 이름 높았던 고레무네노 나오모토(惟宗直本)의 저작으로 전 30권이었다고 전해지나 현존하지 않는다. 

## 개요
《본조서적목록》(本朝書籍目録), 《본조법가문서목록》(本朝法家文書目録) 등에 이 책의 이름이 실려 있으며 후자에 이 책의 편목이 서술되어 있다. 그 구성은 당(唐)의 《당률소의》(唐律疏議)와 거의 일치하는 것이었을 것으로 보이고 있다. 중세의 전란으로 행방이 묘연하다고 알려졌고, 에도 시대(江戸時代)에는 완전히 사라졌다.
근세에 들어 와다 히데마쓰(和田英松) 등의 학자들에 의해 《정사요략》(政事要略) 등에 인용된 일문(逸文)을 통한 복원이 시도되었다. 이에 따르면 《요로율》(養老律)의 주석에 「고답(古答)」이라 불린 《다이호율》(大宝律)의 주석, 그리고 「물(物)」「혈(穴)」「찬(讃)」「액(額)」「춘(春)」 등의 명법가(明法家)의 학설을 토대로 했을 것으로 보이는 주기(注記)들로 이루어져 있다.

## 같이 보기
- 영의해
- 영집해